# Lonnie Cooper
Lonnie Edward Cooper (Tallulah, 28 settembre 1976) è un ex cestista e allenatore di pallacanestro statunitense.

## Palmarès

### Giocatore
- Campione IBA (2000)
- Campionato finlandese: 2

Espoon Honka: 2000-01, 2001-02

### Individuale
- IBA Most Valuable Player (2001)
- IBA Playoff Most Valuable Player (2000)
- All-IBA First Team (2001)
- Korisliiga MVP finali: 1

Espoon Honka: 2000-01
- Korisliiga MVP straniero: 1

Espoon Honka: 2001-02